# Vickers Vendace
El Vickers Vendace fue un avión de entrenamiento británico de la década de 1920. Fue diseñado originalmente como hidroavión de entrenamiento para la Real Fuerza Aérea.

## Diseño y desarrollo

### Antecedentes
En octubre de 1924, el Ministerio del Aire británico emitió la Especificación 5A/24 por un entrenador de hidroaviones. Para cubrir este requisito, Vickers diseñó un biplano biplaza, el Vickers Type 120 Vendace I. En agosto de 1925, el Ministerio del Aire realizó un encargo de un solo prototipo, además de los aviones de la competencia de Parnall y Blackburn (el Parnall Perch y el Blackburn Sprat).

### Diseño y desarrollo
El Vendace I era un biplano de dos vanos con alas de madera plegables y fuselaje de tubo de acero, propulsado por un motor Rolls-Royce Falcon. Su tren de aterrizaje podía cambiarse de flotadores a ruedas en diez minutos, mientras que su suministro de combustible se almacenaba en dos depósitos aerodinámicos sobre el ala superior.
El primer Vendace voló por primera vez en Brooklands en marzo de 1926 y luego se sometió a pruebas exitosas como avión terrestre, incluida la operación desde el portaaviones HMS Furious. En 1927, se realizaron pruebas en configuración de hidroavión en el Marine Aircraft Experimental Establishment, Felixstowe. Las pruebas tuvieron éxito y el Vendace fue seleccionado para satisfacer las necesidades de la RAF. El requisito fue cancelado prontamente como medida de ahorro de costes, aunque la RAF conservó el avión con fines experimentales.
Vickers construyó un segundo avión, el Type 157 Vendace II, con financiación privada, con un ADC Nimbus (un motor de seis cilindros en línea derivado del Siddeley Puma) que reemplazaba al Falcon del Vendace I. Voló por primera vez en noviembre de 1927 y fue vendido a la Aircraft Operating Company para realizar operaciones de reconocimiento en América del Sur.
El desarrollo continuó con el Vendace III Type 155, propulsado por un motor Hispano-Suiza 8F de 220 kW (300 hp), y tres ejemplares fueron vendidos a Bolivia para su uso como aviones de entrenamiento, a un coste de 9997 libras esterlinas por los tres aviones.

## Historia operacional
En julio de 1929, los tres Vendace bolivianos entraron en servicio en la Escuela Militar de Aviación. Si bien los Vendace mantuvieron un buen desempeño a la gran altitud del aeródromo de entrenamiento de Bolivia en La Paz, experimentaron problemas con los motores, atribuidos a las condiciones polvorientas del verano boliviano, lo que provocó que los aviones permanecieran en tierra varias veces mientras esperaban que se entregaran repuestos para los motores desde Francia. Se registraron dos Vendace todavía en servicio en 1933, y uno de ellos se utilizó como avión de comunicaciones durante la Guerra del Chaco antes de ser destruido por las fuerzas bolivianas durante una retirada en diciembre de 1933.

## Variantes
Type 120 Vendace I
Prototipo de avión terrestre/hidroavión convertible para la RAF, propulsado por motor Rolls-Royce Falcon III de 205 kW (275 hp). Uno construido (matrícula N208).
Type 157 Vendace II
Avión de financiación privada propulsado por un motor ADC Nimbus de 220 kW (300 hp). Un avión construido (matriculado como G-EBPX), transformado para realizar estudios aéreos.
Type 155 Vendace III
Entrenador para Bolivia, propulsado por un motor Hispano-Suiza 8F de 220 kW (300 hp). Tres construidos.

## Operadores
Bolivia
- Fuerza Aérea Boliviana

 Reino Unido
- Aircraft Operating Company
- Real Fuerza Aérea

## Especificaciones (Vendace III)
Referencia datos: Vickers Aircraft since 1908

### Características generales
- Tripulación: Dos
- Longitud: 10,1 m (33,2 ft)
- Envergadura: 13,6 m (44,6 ft)
- Altura: 3,9 m (12,8 ft)
- Superficie alar: 49,5 m² (532,8 ft²)
- Peso vacío: 1181 kg (2602,9 lb)
- Peso cargado: 1455 kg (3206,8 lb)
- Planta motriz: 1× motor lineal V8 refrigerado por agua Hispano-Suiza 8F.
  - Potencia: 220 kW (303 HP; 299 CV)
- Hélices: Bipala de paso fijo

### Rendimiento
- Velocidad máxima operativa (Vno): 192 km/h (119 MPH; 104 kt) a 5791 m (19 000 pies)
- Techo de vuelo: 7900 m (25 919 ft)
- Régimen de ascenso: 3,7 m/s (728 ft/min)
- Carga alar: 29,4 kg/m² (6 lb/ft²)
- Potencia/peso: 0,155 kW/kg (0,094 hp/lb)

## Aeronaves relacionadas

### Secuencias de designación
- Secuencia Numérica (interna de Vickers): ← 117 - 118 - 119 - 120 - 121 - 122 - 123 -- 130 - 131 - 132 - 133 - 134 - 138 - 139 -- 150 - 151 - 153 - 155 - 157 - 160 - 161 - 162 →